# Marumba fuscescens
Marumba fuscescens är en fjärilsart som beskrevs av Butler 1875. Marumba fuscescens ingår i släktet Marumba och familjen svärmare. Inga underarter finns listade i Catalogue of Life.